# Tasman Island
Tasman Island är en ö i Australien. Den ligger i delstaten Tasmanien, i den sydöstra delen av landet, omkring 68 kilometer sydost om delstatshuvudstaden Hobart. Arean är 1,4 kvadratkilometer. Den sträcker sig 1,9 kilometer i nord-sydlig riktning, och 1,1 kilometer i öst-västlig riktning.
Genomsnittlig årsnederbörd är 655 millimeter. Den regnigaste månaden är november, med i genomsnitt 117 mm nederbörd, och den torraste är augusti, med 11 mm nederbörd.